# Помощи за безработни
Помощи за безработни или социално подпомагане са плащания, правени от държавата или други оторизирани органи към безработните. Помощите могат да бъдат базирани на задължителна пара-правителствена осигурителна система. В зависимост от юристдикцията или статусът на човека, тази сума може да бъде малка, тоест покриваща само основни нужди (и така форма на основно подпомагане в благосъстоянието) или може да компенсира загубено време, пропорционално на предходната заплата. Често те са част от по-голямата система на социално осигуряване.
Помощите за безработни обикновено са давани само на тези, които са регистрирани като безработни, и обикновено при условия, които гарантират, че те търсят работа и в същото време още не са трудово заети.
В някои страни значителни части от помощите за безработни са разпределяни от профсъюзите, това е тип организация, наричана гент система.

## Системи по държави

### България
Право на обезщетение за безработица имат лицата, които са работили и са плащали вноски във фонда за безработица най-малко 12 месеца през последната година и половина. Тези вноски се плащат директно от работодателя и се отразяват във ведомостта за заплати. Освен това трябва да бъдат изпълнени и няколко други условия:
- Човек трябва да е регистриран като безработен в Агенцията по заетостта.
- Кандидатът не трябва да има право на пенсия за осигурителен стаж и възраст в България или на пенсия за осигурителен стаж и възраст в друга държава, както и да получава намалена пенсия за осигурителен стаж и възраст или професионална пенсия.
- Кандидатът не трябва да упражнява дейност, която подлежи на задължително осигуряване съгласно КСО или законодателството на друга държава (с изключение на лицата по чл. 114а, ал. 1 от Кодекса на труда).

### САЩ
Изискванията за получаване на обезщетение за безработица се различават в отделните щати, но служителите, които не са уволнени поради нарушение ("прекратени по причина"), имат право на обезщетение за безработица. Докато тези, които са напуснали или са били уволнени поради неправомерно поведение (понякога това може да включва неправомерно поведение, извършено извън работното място, като например проблемна публикация в социалните мрежи или извършване на престъпление), не могат да получат обезщетение.

### Обединено кралство
Обезщетението за търсещи работа се изплаща в Обединеното кралство или като обезщетение за търсещи работа, или (за повечето хора) като елемент на универсалния кредит.

## Външни перпратки
- Вече до 1200 лв. помощи за безработица Архив на оригинала от 2010-12-08 в Wayback Machine., днес дирбг, 5 юли 2010